# دونالد كوك
دونالد كوك (بالإنجليزية: Donald Cook)‏ هو ضابط أمريكي، ولد في 9 أغسطس 1934 في بروكلين في الولايات المتحدة، وتوفي في 8 ديسمبر 1967 في فيتنام الجنوبية.